# Cornfield Bomber
« Cornfield Bomber » (« bombardier du champ de maïs ») est le surnom donné à un Convair F-106 Delta Dart (serial 58-0787), qui a réalisé un atterrissage dans un champ enneigé du Montana, en 1970, après que le pilote s'est éjecté de l'appareil. L'avion, utilisé par le 71st Fighter-Interceptor Squadron de la United States Air Force, n'est que légèrement endommagé ; il est ensuite récupéré et réparé puis reprend du service. À son retrait, il est exposé au National Museum of the United States Air Force, situé à Dayton, dans l'Ohio.

## Historique
L'appareil est construit par Convair en 1958 dans son usine de San Diego, en Californie, et reçoit le matricule 58-0787. Il est utilisé par le 71st Fighter-Interceptor Squadron basé sur la Malmstrom Air Force Base, adjacente à Great Falls, dans le Montana. Le 2 février 1970, lors d'un vol d'entraînement de routine au cours duquel sont réalisées des manœuvres de combat, l'avion entre dans une vrille à plat. Le pilote, le capitaine Gary Eugene Foust, tente de reprendre le contrôle, déployant le parachute frein de l'appareil en dernier recours, sans toutefois parvenir à sortir de la vrille. Le pilote active alors son siège éjectable et quitte l'appareil en perdition à une altitude de 4 600 m.

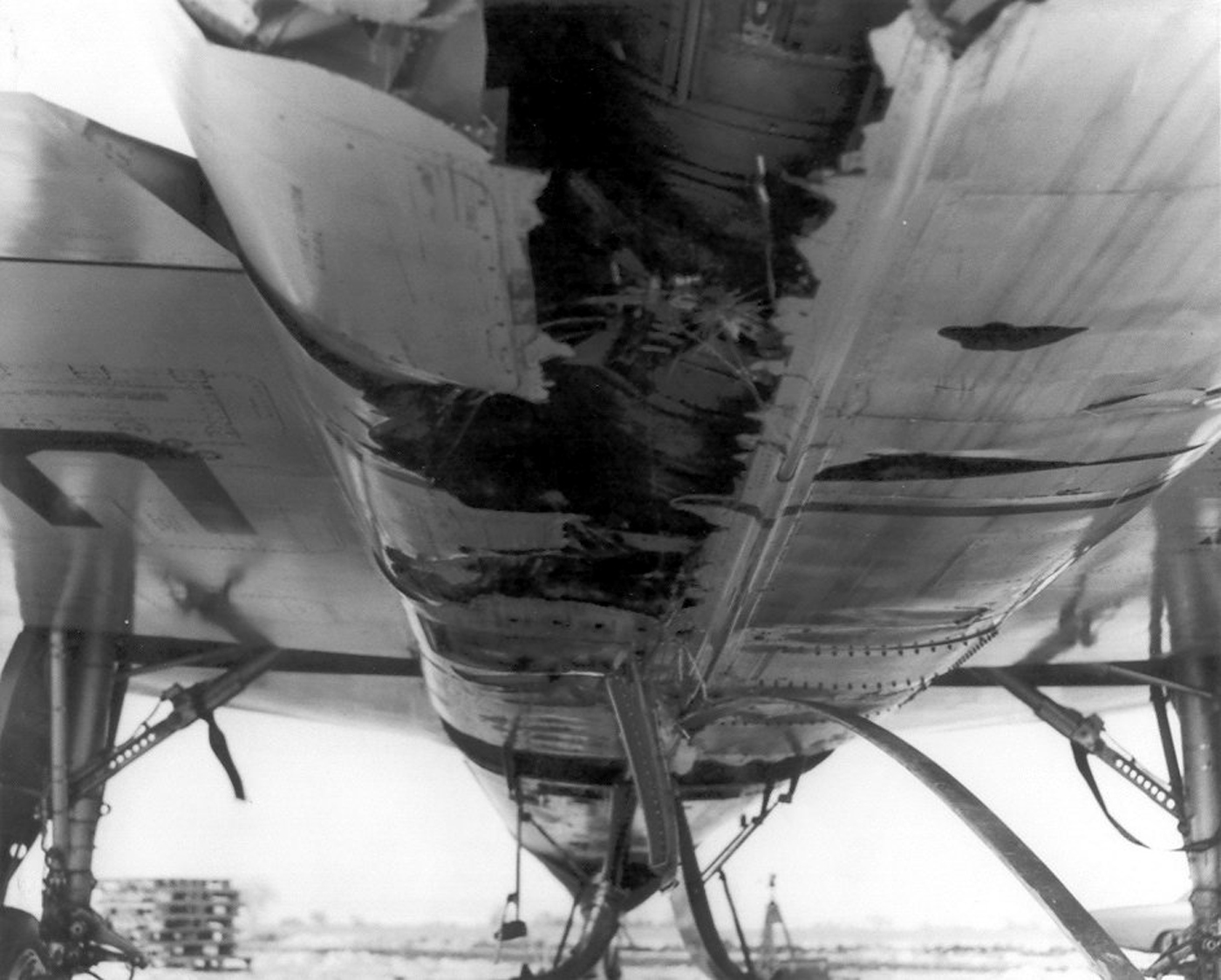
Le F-106 en cours de récupération dans le champ. Le fuselage est déchiré mais le réacteur est intact.

La réduction du poids et le déplacement du centre de gravité causés par le départ du pilote, associé à la force générée par le siège éjectable propulsé hors de l'avion, font s'abaisser le nez de l'avion, ce qui lui permet de sortir de la vrille. L'un des autres pilotes de la mission aurait contacté Foust par radio pendant sa descente en parachute en lui disant : « you'd better get back in it! » (« tu ferais mieux de remonter à bord ! »). Depuis son parachute, Foust, incrédule, regarde son avion, désormais sans pilote, se rapprocher lentement du sol, atterrir sur le ventre dans un champ recouvert de neige situé dans les environs de Big Sandy, puis glisser jusqu'à s'arrêter. De son côté, Foust en parachute dérive vers les montagnes environnantes ; par la suite, il est secouru par des résidents locaux sur des motoneiges.
Peu après, le shérif local et des résidents arrivent sur les lieux. La poussée générée par le turboréacteur, toujours en ralenti, fait glisser l'avion sur son ventre à travers le champ. Le shérif contacte la base aérienne qui lui recommande de laisser le moteur tourner jusqu'à l'épuisement du carburant, ce qui arrive une heure et quarante-cinq minutes plus tard sans incident supplémentaire. Une équipe de récupération de la base aérienne de McClellan arrive sur place et commence à démonter l'avion, retirant les ailes pour qu'il soit transporté par rail sur un wagon plat. Les dégâts subis par l'avion sont minimes, à tel point qu'un officier de l'équipe de récupération aurait déclaré que si les dommages avaient été à peine moindres, il aurait simplement fait redécoller l'avion depuis le champ.

## Exposition

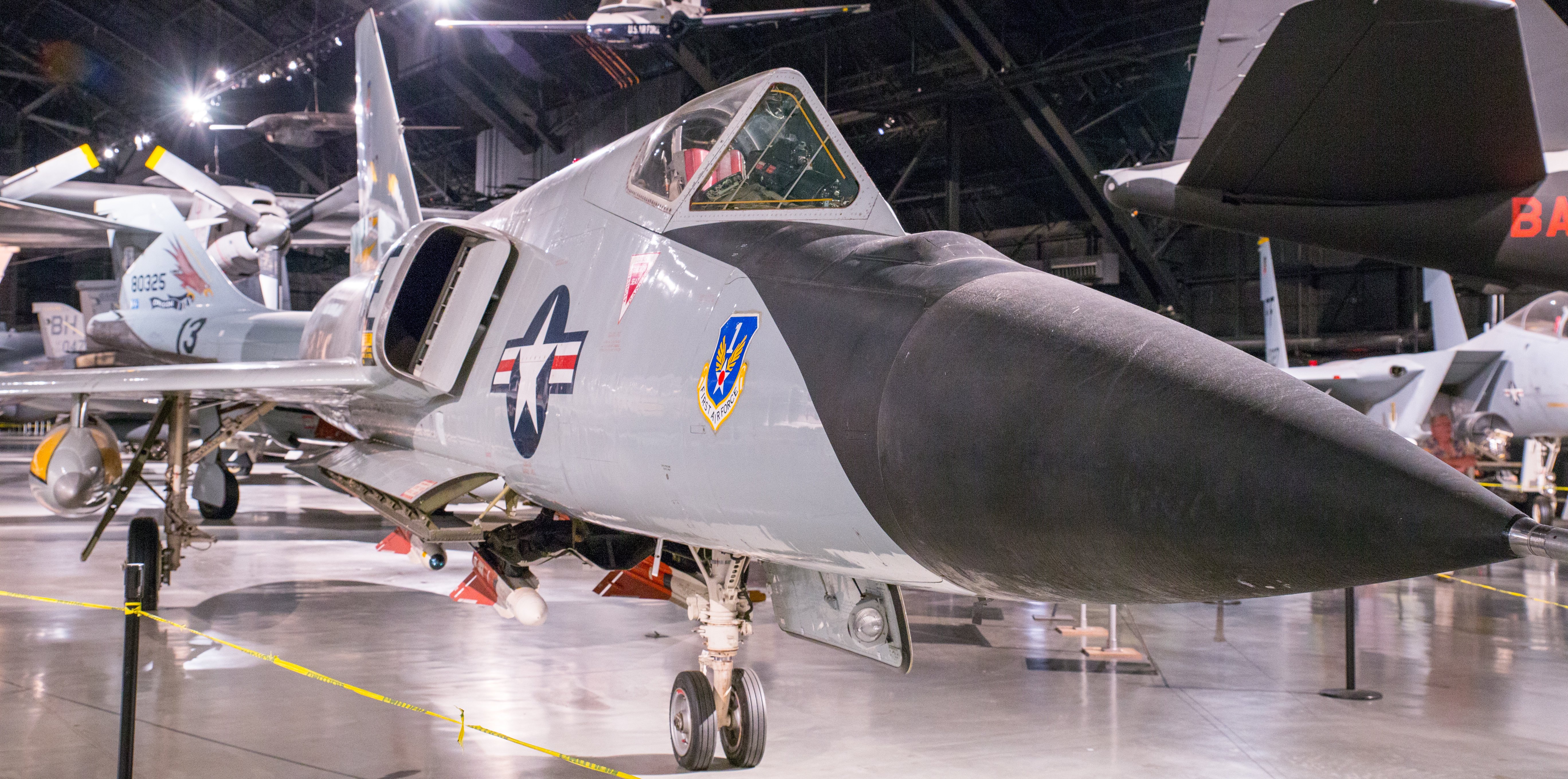
Le Cornfield Bomber au National Museum of the United States Air Force en 2016.

À la suite de cette mésaventure, le Cornfield Bomber est réparé et remis en service ; il est utilisé à partir de 1971 par le 49th Fighter-Interceptor Squadron, dernière unité à utiliser le F-106. Foust vole de nouveau sur l'avion en 1979 lors d'un entraînement sur la base de Tyndall. Une fois retiré du service, l'avion est cédé au National Museum of the United States Air Force en août 1986, où il est exposé.